# Allô les jeunes !
Le journal Allô les jeunes ! est un périodique de bande dessinée créé en 1943 par les éditions Dargaud. Il durera cinq numéros.

## Principales bandes
Les principales bandes sont :
- La Lionne des Savanes de Robert Rigot ;
- Les Aventures de Tonton Pépette de Zozo Poulbot ;
- des bandes et illustrations de Étienne Le Rallic.